# BMW F74
BMW F74 ist die werksinterne Bezeichnung für die zweite Generation des BMW 2er Gran Coupé. Es handelt sich um eine Limousine der Kompaktklasse der 2er-Reihe. Wie das Vorgängermodell F44 basiert der Wagen auf dem BMW 1er.

## Modellgeschichte
Erste Bilder der Baureihe wurden im August 2024 vom chinesischen Ministerium für Industrie und Informationstechnik im Rahmen des Homologationsprozesses veröffentlicht, wobei es sich dabei um eine 4,66 Meter lange Version für den chinesischen Markt handelt. Sie folgt internen Bezeichnung BMW F78. Wurde der F44 in China noch aus Deutschland importiert, so soll der F78 auch in China als Nachfolgemodell des F52 hergestellt werden. Die offizielle Vorstellung der 4,55 Meter langen Europa-Version F74 erfolgte im Oktober 2024. Der Marktstart des im BMW-Werk Leipzig gefertigten Fahrzeugs war im März 2025. Wie auch beispielsweise beim G60 ist fortan eine Ziffer am hinteren Seitenfenster im Hofmeister-Knick eingeprägt.

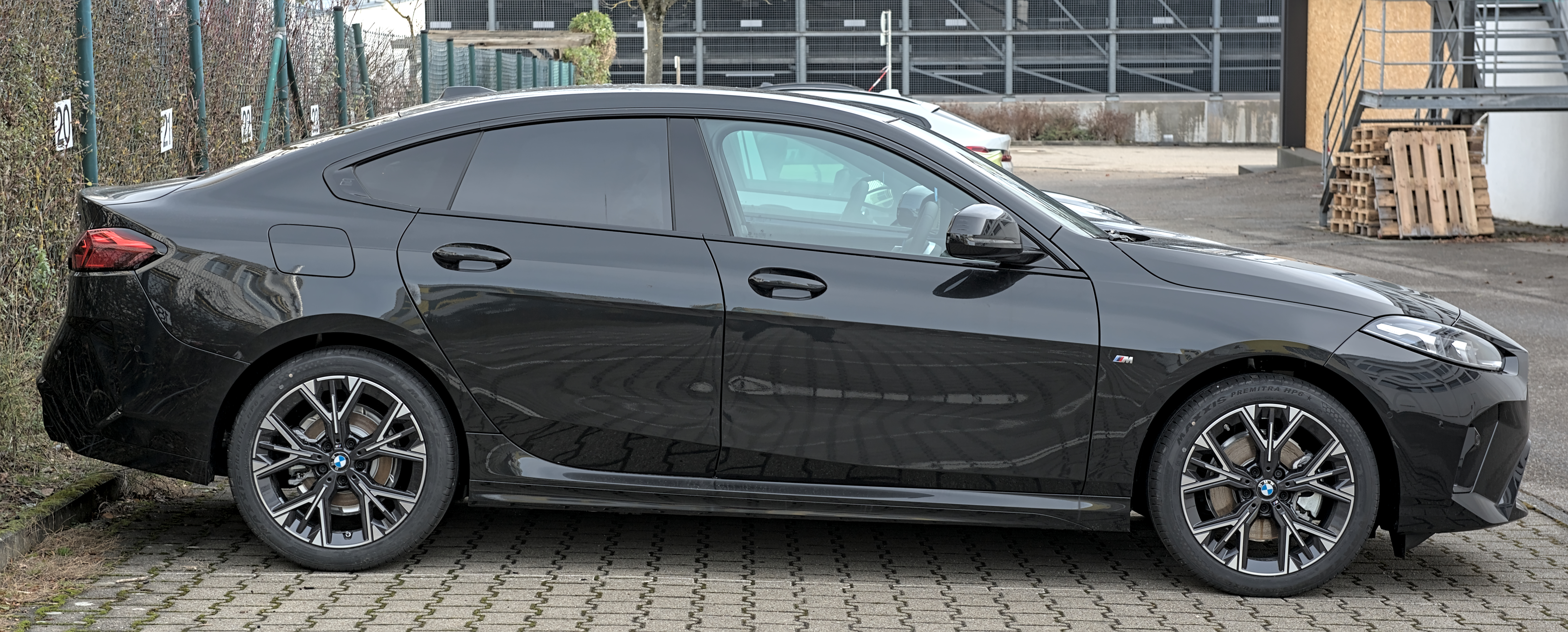
Seitenansicht
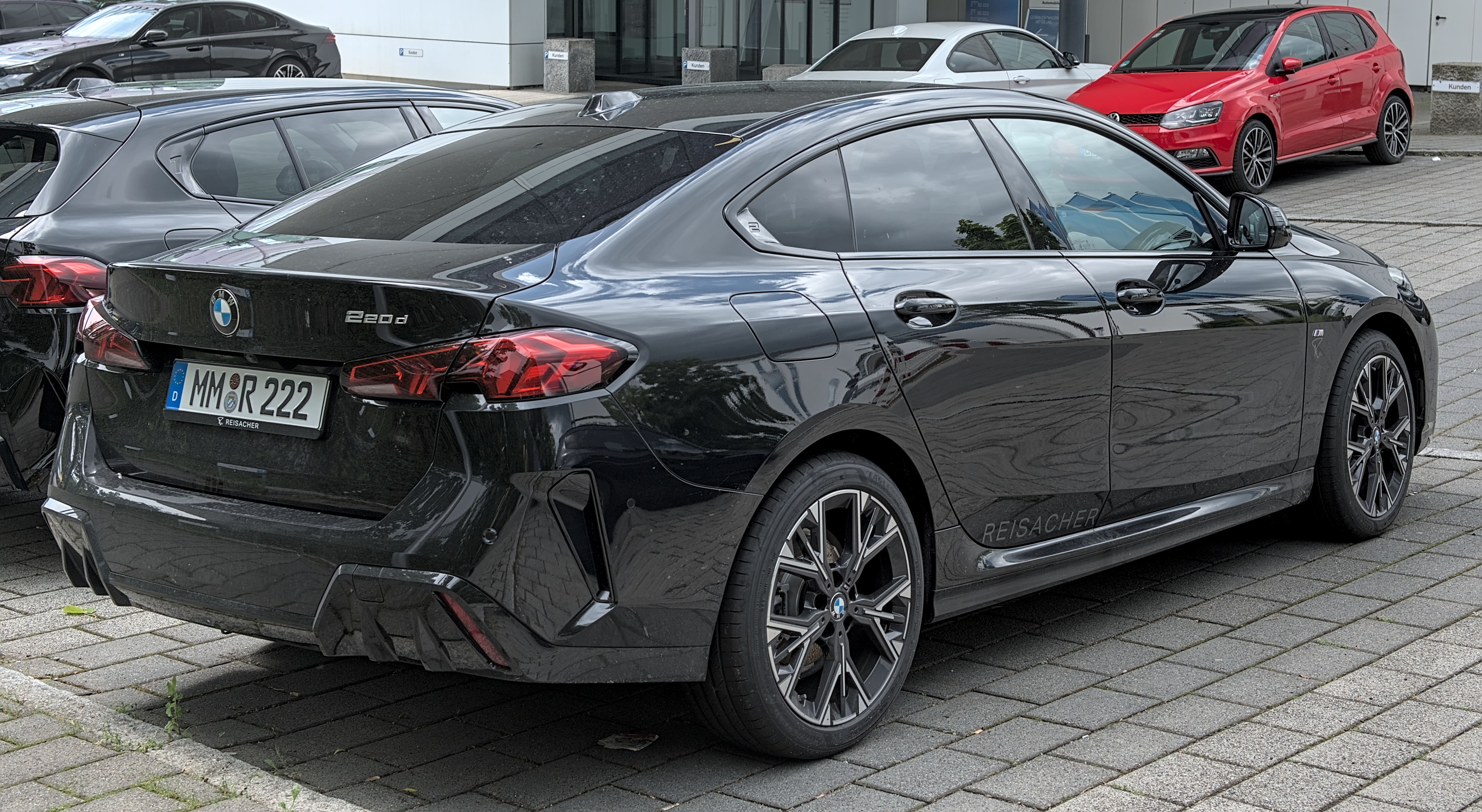
Heckansicht
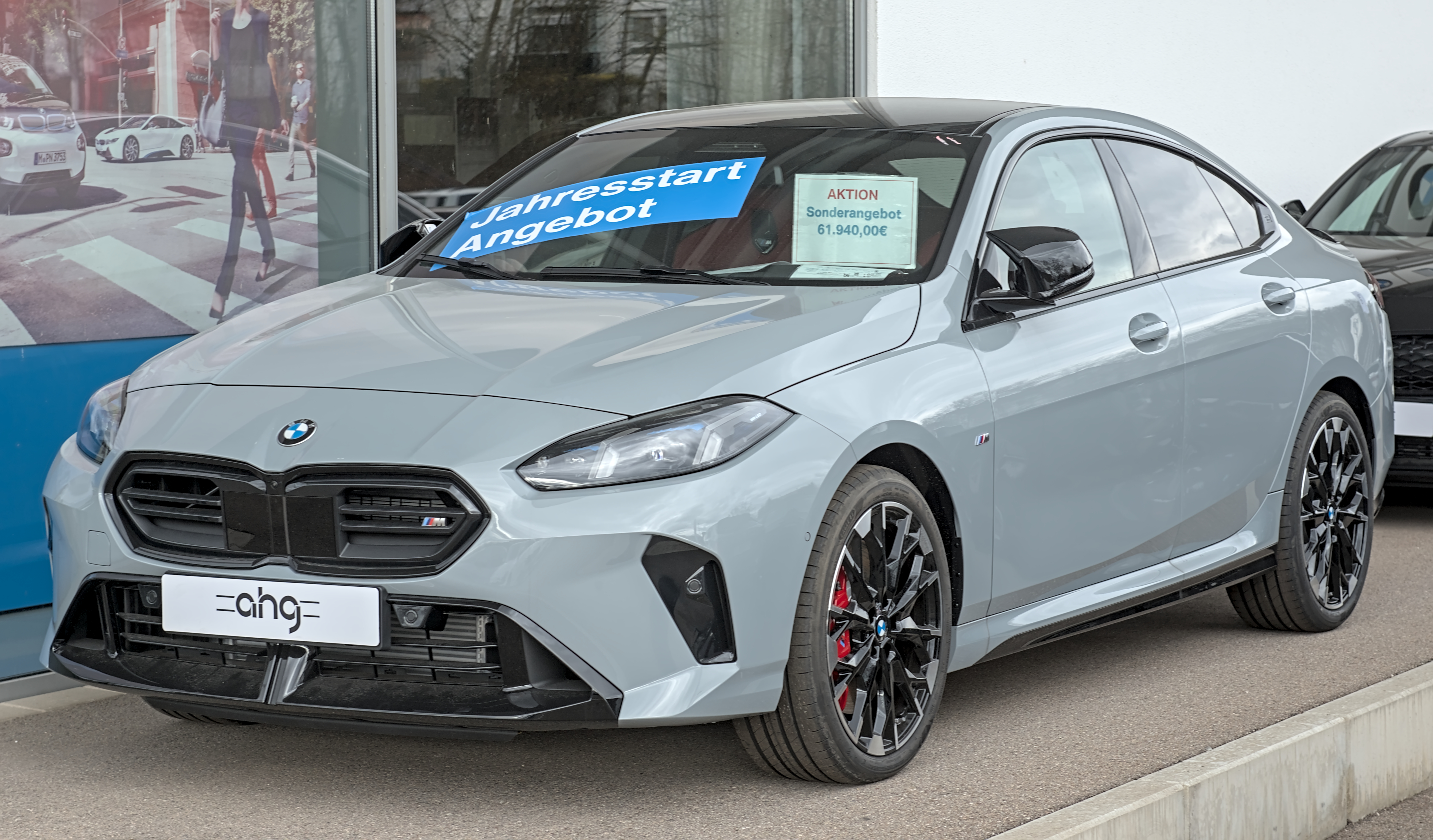
BMW M235 xDrive (seit 2025)
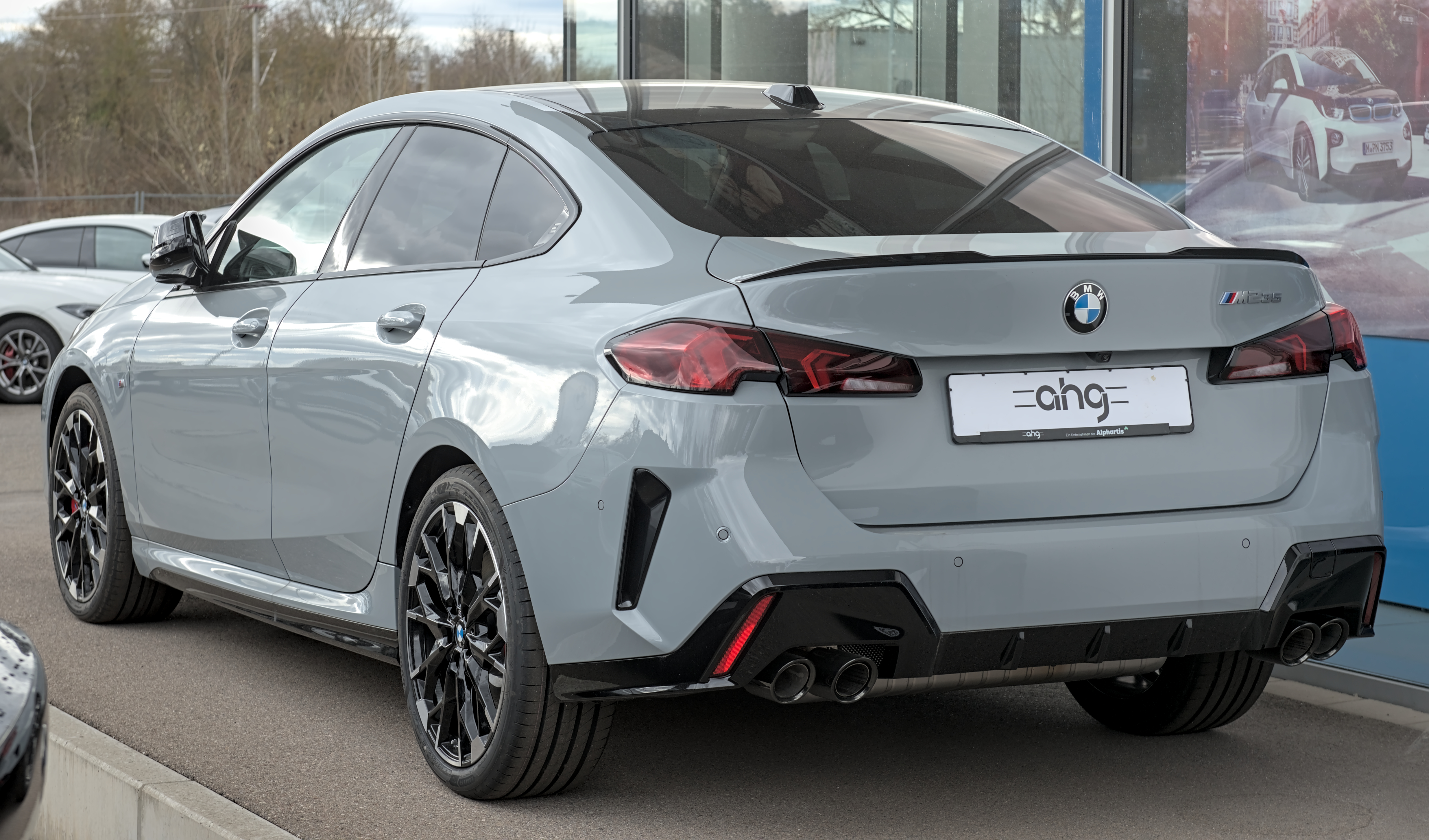
Heckansicht
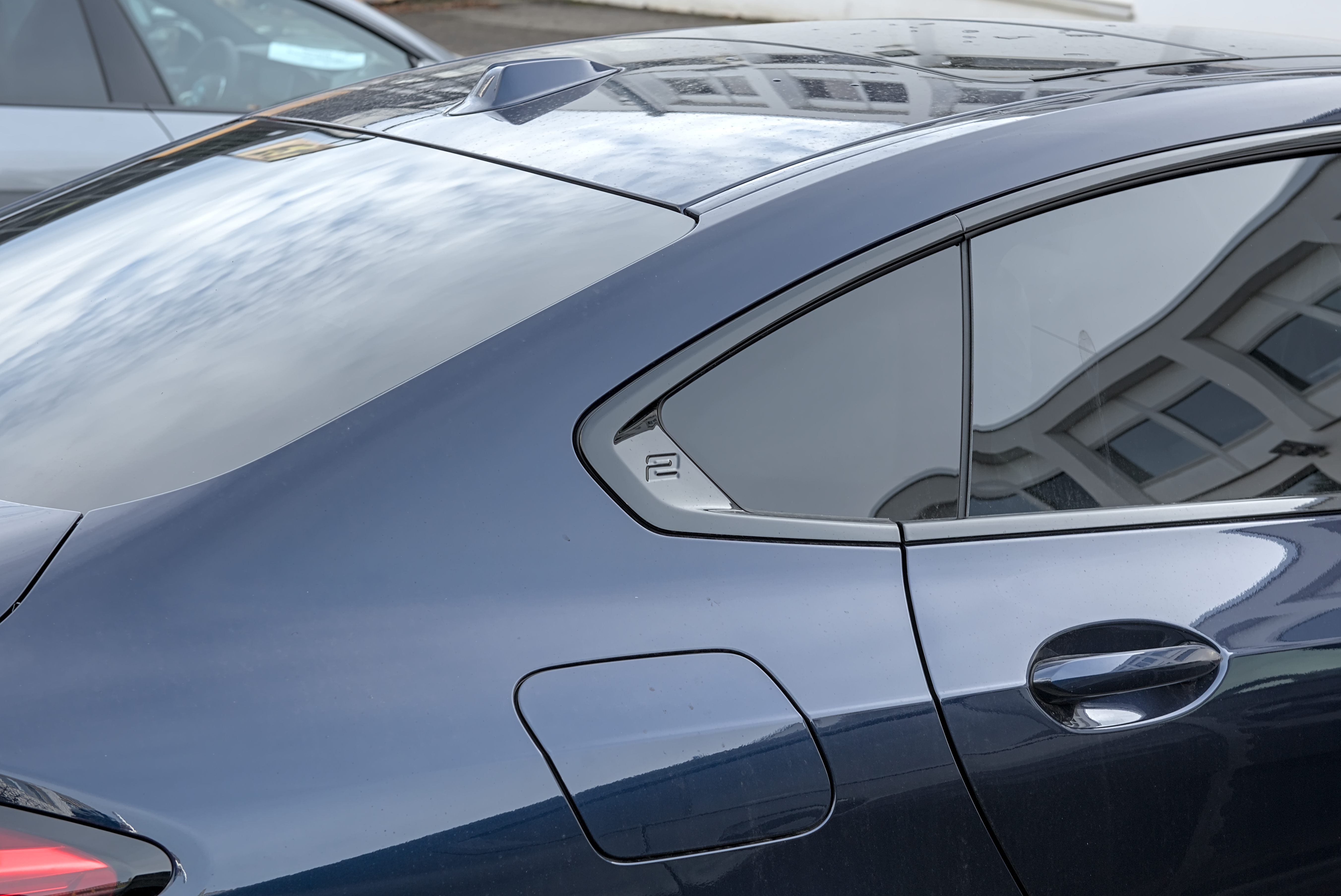
Hofmeister-Knick mit eingeprägter 2
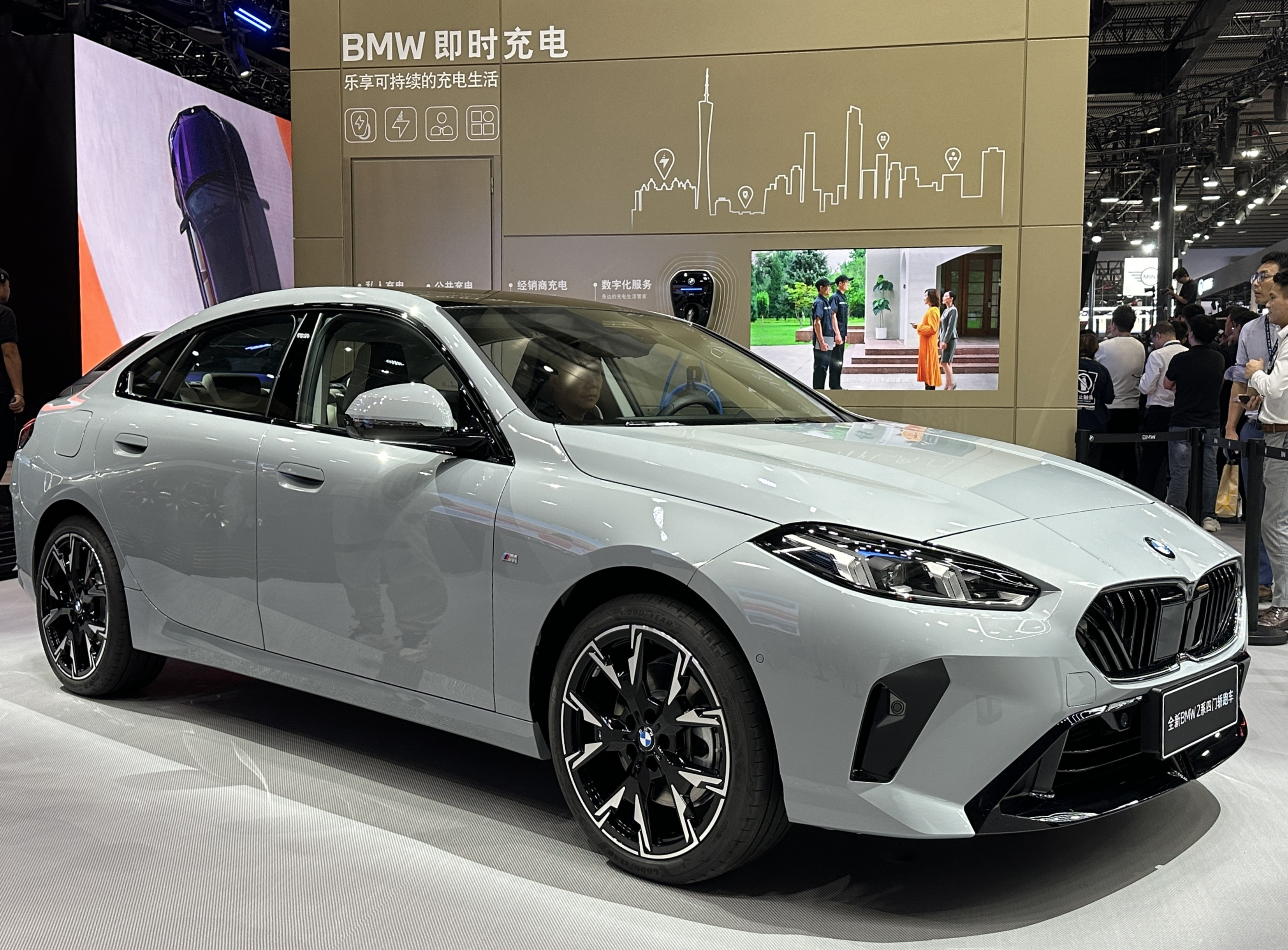
BMW 2er Gran Coupé als Langversion (F78)

## Technik

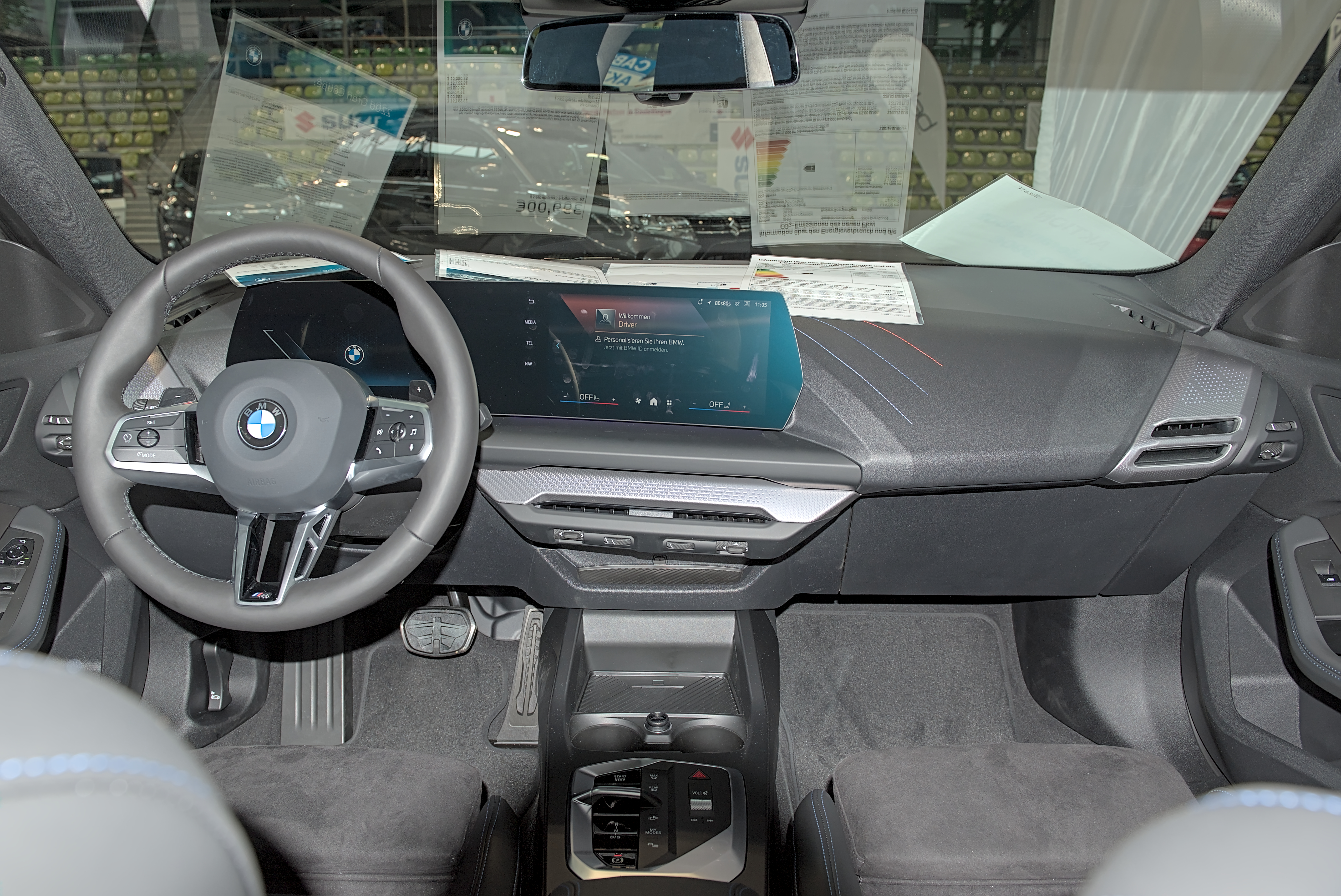
Innenansicht

Der F74 wird zum Teil auch als Modellpflege des F44 bezeichnet, musste aber wegen umfangreicher Änderungen an der Karosserie den Homologationsprozess neu durchlaufen. Beide Modelle bauen auf der BMW-UKL2-Plattform auf. Wie alle auf dieser Plattform basierenden Fahrzeuge hat der F74 Vorderradantrieb oder den Allradantrieb xDrive und keine Sechszylindermotoren. Alle Motorisierungen haben ein 7-Gang-Doppelkupplungsgetriebe (Steptronic). Zum Teil sind die Antriebe als Mild-Hybrid ausgeführt.
Den Innenraum übernimmt der F74 nahezu unverändert vom F70.

## Technische Daten

### Ottomotoren
|                                                                 | 216                                           | 220                                                                                  | 223 xDrive                                                                           | M235 xDrive                                   |
| --------------------------------------------------------------- | --------------------------------------------- | ------------------------------------------------------------------------------------ | ------------------------------------------------------------------------------------ | --------------------------------------------- |
| Bauzeitraum                                                     | seit 03/2025                                  | seit 03/2025                                                                         | seit 03/2025                                                                         | seit 03/2025                                  |
| Motor                                                           | Ottomotor mit Katalysator, Ottopartikelfilter | Ottomotor mit Mild-Hybrid, Katalysator, Ottopartikelfilter                           | Ottomotor mit Mild-Hybrid, Katalysator, Ottopartikelfilter                           | Ottomotor mit Katalysator, Ottopartikelfilter |
| Motorbauart                                                     | Dreizylinder-Reihenmotor                      | Dreizylinder-Reihenmotor                                                             | Vierzylinder-Reihenmotor                                                             | Vierzylinder-Reihenmotor                      |
| Gemischaufbereitung                                             | Direkteinspritzung                            | Direkteinspritzung                                                                   | Direkteinspritzung                                                                   | Direkteinspritzung                            |
| Aufladung                                                       | Abgasturbolader                               | Abgasturbolader                                                                      | Abgasturbolader                                                                      | Abgasturbolader                               |
| variable Ventilsteuerung                                        | Valvetronic                                   | Valvetronic                                                                          | Valvetronic                                                                          | Valvetronic                                   |
| Motortyp                                                        | B38A15P                                       | B38A15P                                                                              | B48A20                                                                               | B48A20                                        |
| Bohrung × Hub                                                   | 82,0 mm × 94,6 mm                             | 82,0 mm × 94,6 mm                                                                    | 82,0 mm × 94,6 mm                                                                    | 82,0 mm × 94,6 mm                             |
| Hubraum                                                         | 1499 cm³                                      | 1499 cm³                                                                             | 1998 cm³                                                                             | 1998 cm³                                      |
| Verdichtungsverhältnis                                          | 11,0 : 1                                      | 11,0 : 1                                                                             | 11,1 : 1                                                                             | 9,5 : 1                                       |
| max. Leistung bei 1/min                                         | 90 kW (122 PS)/3900–6500                      | 115 kW (156 PS)/4700–6500 + 15 kW (20 PS) Mild-Hybrid 125 kW (170 PS) Systemleistung | 150 kW (204 PS)/5000–6500 + 15 kW (20 PS) Mild Hybrid 160 kW (218 PS) Systemleistung | 221 kW (300 PS)/5750–6500                     |
| max. Drehmoment bei 1/min                                       | 230 Nm/1500–3600                              | 240 Nm/1500–4400 + 55 Nm Mild-Hybrid 280 Nm Systemdrehmoment                         | 320 Nm/1500–4000 + 55 Nm Mild Hybrid 360 Nm Systemdrehmoment                         | 400 Nm/2000–4500                              |
| Getriebe, serienmäßig                                           | 7-Gang-Doppelkupplungsgetriebe                | 7-Gang-Doppelkupplungsgetriebe                                                       | 7-Gang-Doppelkupplungsgetriebe                                                       | 7-Gang-Doppelkupplungsgetriebe                |
| Getriebe, optional                                              | —                                             | —                                                                                    | —                                                                                    | —                                             |
| Antrieb, serienmäßig                                            | Frontantrieb                                  | Frontantrieb                                                                         | Allradantrieb                                                                        | Allradantrieb                                 |
| Antrieb, optional                                               | —                                             | —                                                                                    | —                                                                                    | —                                             |
| Beschleunigung, 0 bis 100 km/h in s                             | 9,9                                           | 7,9                                                                                  | 6,4                                                                                  | 4,9                                           |
| Höchstgeschwindigkeit in km/h                                   | 214                                           | 230                                                                                  | 250                                                                                  | 250                                           |
| Leergewicht in kg                                               | 1495                                          | 1525                                                                                 | 1640                                                                                 | 1650                                          |
| Kraftstoffverbrauch nach ECE-Fahrzyklus, kombiniert in l/100 km | 6,4 Super                                     | 5,2–5,8 Super                                                                        | 6,3–6,4 Super                                                                        | 7,5–8,2 Super                                 |
| CO2-Emission, kombiniert in g/km                                | 145                                           | 119–131                                                                              | 144                                                                                  | 170–185                                       |
| Abgasnorm nach EU-Klassifikation                                | Euro 6e                                       | Euro 6e                                                                              | Euro 6e                                                                              | Euro 6e                                       |

### Dieselmotoren
|                                                                 | 218d                                                                              | 220d                                                                                           |
| --------------------------------------------------------------- | --------------------------------------------------------------------------------- | ---------------------------------------------------------------------------------------------- |
| Bauzeitraum                                                     | seit 03/2025                                                                      | seit 03/2025                                                                                   |
| Motor                                                           | Dieselmotor mit Dieselpartikelfilter, NOX-Speicherkatalysator und SCR-Katalysator | Dieselmotor mit Mild-Hybrid, Dieselpartikelfilter, NOX-Speicherkatalysator und SCR-Katalysator |
| Zylinderanzahl                                                  | R4                                                                                | R4                                                                                             |
| Gemischaufbereitung                                             | Common-Rail-Direkteinspritzung                                                    | Common-Rail-Direkteinspritzung                                                                 |
| Aufladung                                                       | Abgasturbolader mit verstellbaren Leitschaufeln (VTG)                             | Abgasturbolader mit verstellbaren Leitschaufeln (VTG)                                          |
| Motortyp                                                        | B47C20B                                                                           | B47C20B                                                                                        |
| Bohrung × Hub                                                   | 84,0 mm × 90,0 mm                                                                 | 84,0 mm × 90,0 mm                                                                              |
| Hubraum                                                         | 1995 cm³                                                                          | 1995 cm³                                                                                       |
| Verdichtungsverhältnis                                          | 16,5 : 1                                                                          | 16,5 : 1                                                                                       |
| max. Leistung bei 1/min                                         | 110 kW (150 PS)/3750–4000                                                         | 110 kW (150 PS)/3750–4000 + 15 kW (20 PS) Mild-Hybrid 120 kW (163 PS) Systemleistung           |
| max. Drehmoment bei 1/min                                       | 360 Nm/1500–2500                                                                  | 360 Nm/1500–2500 + 55 Nm Mild-Hybrid 400 Nm Systemdrehmoment                                   |
| Getriebe, serienmäßig                                           | 7-Gang-Doppelkupplungsgetriebe                                                    | 7-Gang-Doppelkupplungsgetriebe                                                                 |
| Getriebe, optional                                              | —                                                                                 | —                                                                                              |
| Antrieb, serienmäßig                                            | Frontantrieb                                                                      | Frontantrieb                                                                                   |
| Antrieb, optional                                               | —                                                                                 | —                                                                                              |
| Beschleunigung, 0 bis 100 km/h in s                             | 8,4                                                                               | 8,0                                                                                            |
| Höchstgeschwindigkeit in km/h                                   | 226                                                                               | 226                                                                                            |
| Leergewicht in kg                                               | 1565                                                                              | 1600                                                                                           |
| Kraftstoffverbrauch nach ECE-Fahrzyklus, kombiniert in l/100 km | 4,6–5,0 Diesel                                                                    | 4,2–4,6 Diesel                                                                                 |
| CO2-Emission, kombiniert in g/km                                | 120–132                                                                           | 110–121                                                                                        |
| Abgasnorm nach EU-Klassifikation                                | Euro 6e                                                                           | Euro 6e                                                                                        |